# Маунтин-Пайн (Арканзас)
Маунтин-Пайн (англ. Mountain Pine, Arkansas) — город, расположенный в округе Гарленд (штат Арканзас, США) с населением в 772 человека по статистическим данным переписи 2000 года.

## География
По данным Бюро переписи населения США город Маунтин-Пайн имеет общую площадь в 4,4 квадратных километров, водных ресурсов в черте населённого пункта не имеется.
Маунтин-Пайн расположен на высоте 144 метра над уровнем моря.

## Демография
По данным переписи населения 2000 года в Маунтин-Пайне проживало 772 человека, 221 семья, насчитывалось 308 домашних хозяйств и 353 жилых дома. Средняя плотность населения составляла около 171,6 человека на один квадратный километр. Расовый состав Маунтин-Пайна по данным переписи распределился следующим образом: 71,37 % белых, 23,45 % — чёрных или афроамериканцев, 1,94 % — коренных американцев, 0,65 % — азиатов, 2,33 % — представителей смешанных рас, 0,26 % — других народностей. Испаноговорящие составили 0,39 % от всех жителей города.
Из 308 домашних хозяйств в 33,4 % — воспитывали детей в возрасте до 18 лет, 44,5 % представляли собой совместно проживающие супружеские пары, в 20,1 % семей женщины проживали без мужей, 28,2 % не имели семей. 26,9 % от общего числа семей на момент переписи жили самостоятельно, при этом 11,7 % составили одинокие пожилые люди в возрасте 65 лет и старше. Средний размер домашнего хозяйства составил 2,51 человек, а средний размер семьи — 2,99 человек.
Население города по возрастному диапазону по данным переписи 2000 года распределилось следующим образом: 28,9 % — жители младше 18 лет, 9,2 % — между 18 и 24 годами, 27,1 % — от 25 до 44 лет, 21,9 % — от 45 до 64 лет и 13,0 % — в возрасте 65 лет и старше. Средний возраст жителей составил 34 года. На каждые 100 женщин в Маунтин-Пайне приходилось 91,6 мужчин, при этом на каждые сто женщин 18 лет и старше приходилось 87,4 мужчин также старше 18 лет.
Средний доход на одно домашнее хозяйство в городе составил 20 804 доллара США, а средний доход на одну семью — 22 344 доллара. При этом мужчины имели средний доход в 22 206 долларов США в год против 16 058 долларов среднегодового дохода у женщин. 39,8 % от всего числа семей в округе и от всей численности населения находилось на момент переписи населения за чертой бедности.